# Szeretlek holtodiglan
A Szeretlek holtodiglan (eredeti cím: I Love You to Death) 1990-ben bemutatott sötét humorú filmvígjáték, melyet Lawrence Kasdan rendezett. A film zenéjét James Horner szerezte. A főbb szerepekben Kevin Kline, Tracey Ullman, Joan Plowright, River Phoenix, William Hurt és Keanu Reeves látható. 
A film megtörtént esetet dolgoz fel: 1983-ban Frances Toto többször is megpróbálta megöletni hűtlen férjét, Tonyt, akivel közös pizzériát vezettek. A férj megbocsátott neki és kibékültek, egy 2023-as újságcikk arról számolt be, hogy még mindig házasok.
Az Amerikai Egyesült Államokban 1990. április 6-án mutatták be a TriStar Pictures forgalmazásában, összességében vegyes kritikákat kapott.

## Cselekmény
Joey Boca egy tacomai pizzázó tulajdonosa, évek óta Rosalie házastársa. Bár házasságuk nem tűnik problémásnak, Rosaline felfedezi, hogy Joey nagy nőcsábász és az évek során számos nővel megcsalta őt. Rosaline felfogadja édesanyját és fiatal munkatársát, Devót, aki titkon szerelmes a házas asszonyba, hogy megöljék a hűtlen férjet. A feladathoz felbérelnek két inkompetens, folyamatosan bedrogozott unokatestvért, Harlan és Marlon Jamest.
A nő legnagyobb meglepetésére azonban Joeyt lehetetlen megölni: bár Rosaline nagy mennyiségű altatót ad be férjének, Joey csak gyomorgörcsöt kap tőle és nem fog gyanút. Megkérik Devót, lője le a férfit, de ő csak kisebb sérülést okoz neki. Harlan végül lelövi Joeyt, de nem találja el annak szívét.
Tervük napvilágra kerül és a kiérkező rendőrök kórházba viszik a sérült Joeyt. Rosaline-t, édesanyját, Devót és a James unokatestvéreket letartóztatják. Hibáit belátva Joey nem emel vádat és az óvadékot letéve mindenkit kijuttat a börtönből. Amíg virágokkal és bonbonnal Rosaline-re vár, a James unokatestvérekkel is találkozik és kibékülnek. Arra kéri Rosaline-t, bocsásson meg neki, de a nő sértetten elrohan. Joey egy gondnoki szertárba viszi feleségét, ahol szerelmet vallanak egymásnak és hevesen csókolózni kezdenek, Devo legnagyobb bánatára.

## Szereplők
| Színész          | Szerep                                          | Magyar hang      |
| ---------------- | ----------------------------------------------- | ---------------- |
| Kevin Kline      | Joey Boca                                       | Dörner György    |
| Tracey Ullman    | Rosalie Boca                                    | Tóth Enikő       |
| Joan Plowright   | Nadja                                           | Győri Ilona      |
| River Phoenix    | Devo Nod                                        | Stohl András     |
| William Hurt     | Harlan James                                    | Hegedűs D. Géza  |
| Keanu Reeves     | Marlon James                                    | Józsa Imre       |
| James Gammon     | Larry Schooner hadnagy                          | Kránitz Lajos    |
| Jack Kehler      | Carlos Wiley őrmester                           | Berzsenyi Zoltán |
| Victoria Jackson | Lacey                                           | Detre Annamária  |
| Miriam Margolyes | Mrs. Boca                                       | Czigány Judit    |
| Alisan Porter    | Carla Boca                                      |                  |
| Jon Kasdan       | Dominic Boca                                    | Simonyi Balázs   |
| Heather Graham   | Bridget                                         | Hámori Eszter    |
| Phoebe Cates     | Joey nője a diszkóban (stáblistán nem szerepel) |                  |

## Fordítás
- Ez a szócikk részben vagy egészben  az   I Love You to Death című angol Wikipédia-szócikk fordításán alapul.  Az eredeti cikk szerkesztőit annak laptörténete sorolja fel. Ez a jelzés csupán a megfogalmazás eredetét és a szerzői jogokat jelzi, nem szolgál a cikkben szereplő információk forrásmegjelöléseként.